# Hongshan (Wuhan)
Hongshan (chiń. upr. 洪山区; chiń. trad. 洪山區; pinyin Hóngshān Qū) – dzielnica w środkowo-wschodniej części miasta Wuhan w prowincji Hubei w Chińskiej Republice Ludowej. Według danych z 2011 roku, liczba mieszkańców dzielnicy wynosiła 615046.